# Edgewood (Washington)
Edgewood es una ciudad ubicada en el condado de Pierce en el estado estadounidense de Washington. En el año 2000 tenía una población de 9.089 habitantes y una densidad poblacional de 412,2 personas por km².

## Geografía
Edgewood se encuentra ubicada en las coordenadas 47°13′55″N 122°17′9″O / 47.23194, -122.28583.

## Demografía
Según la Oficina del Censo en 2000 los ingresos medios por hogar en la localidad eran de $56.658, y los ingresos medios por familia eran $74.518. La renta per cápita para la localidad era de $24.797. Alrededor del 4,2% de la población estaban por debajo del umbral de pobreza.